# 塀内夏子
塀内 夏子（へいうち なつこ、1960年6月30日 - ）は、日本の漫画家。神奈川県川崎市宮前区出身。女性。旧ペンネームは、塀内真人（へいうち まさと）。

## 経歴
神奈川県川崎市宮前区出身。中学時代はバスケットボール部に、神奈川県立多摩高等学校時代はワンダーフォーゲル部に所属した。
高校在学中に本格的に少女漫画を描き始め、処女作の『ボロクズ』が別マ少女まんがスクール銀賞を受賞し、『別冊マーガレット』（集英社）1979年2月増刊号に掲載されてデビューした。一方、担当編集と打ち合わせを続けるうちに少女誌的な表現方法やラブコメディは不向きだと認識し、次第に漫画を描かなくなった。
高校卒業後に武蔵野美術大学に進学するものの中退、塀内本人は学費未納で除籍と言っている。アニメの背景画を手掛ける石垣プロダクションに就職し『六神合体ゴッドマーズ』などの作品に関わるも1年半ほどで退職した。その後、少年漫画を描き始めるようになり山をテーマにした『背負子と足音』が週刊少年マガジン新人漫画賞に入選（1982年11月入選）し、『週刊少年マガジン』（講談社）1983年1・2合併号に掲載されて、再デビューをした。
再デビューして程なく、1984年初の「フィフティーン・ラブ」より弟の名前を拝借して「塀内真人」というペンネームを使用することに。その理由については「女の子の書いたスポーツ漫画なんて、だれも読んでくれないんじゃないかって、思ったんです」としている。その後、読者にとっては面白ければ性別は特に関係ないと理解し、元号が平成に変わったのを機にペンネームの使用を止め本名に戻している。ただし、1986年に刊行した短編集『夢千代パラダイス』の著者名には塀内夏子を採用し、カバーを外した表紙には彼女の中学3年生のときの通知表を印刷していた。
以降、『おれたちの頂』（登山）、『フィフティーン・ラブ』（テニス）、『オフサイド』（サッカー）などのスポーツ漫画を多く発表していることから、スポーツ青春漫画の盟主とも評される。また『海よ、おまえは』や『勝利の朝』のような実在の社会問題を題材とした作品も発表している。
2004年からは三国志を題材としながらも戦争の悲惨さと平和の大切さをテーマとした『覇王の剣』を発表したが「虎牢関の戦い」の後に打ち切りとなり、2000年代半ば以降は青年誌や女性誌などに発表の場を広げている。

## 作風
登場人物の激情的な心理描写や、熱血青春ものを得意としている。塀内自身は「私には男の子のDNAはない」「多少無理をして少年マンガのラインにいる」と発言しており、萩尾望都や樹村みのりといった少女漫画家の言葉の感覚に影響を受けているとしている。
先述のようにスポーツ青春漫画の盟主とも評されており、自身は「スポーツ漫画を描くならスポーツを好きでなくてはならないという信念を持っている」と発言している。その作風は正統的なスポーツ漫画ではなく、スポーツノンフィクションに近いものとも評される。
スポーツを題材として選んだ経緯については「80年代の『週刊少年マガジン』で流行っていたのは、不良マンガとバイクマンガとスポーツマンガ。そのほかに（中略）ラブコメディが出始めた頃で、おおざっぱに言うとその四つくらい。消去法で、ラブコメディはもう二度と描きたくない。バイクマンガはどうしても理解できない。不良マンガは『マガジン』にコンテまで出していたんですけど、やっぱりわからない」と消去していくうちに、スポーツマンガが残されたと語っている。ただし、当時からスポーツをテレビ観戦するのが好きで、ちばてつやや水島新司の作品にも親しんでいたという。
「取材力に定評がある」と評されるが、登場人物のキャラクター作りを最優先している。また競技特有の繊細な身体動作を良く理解できないまま連載に入るため、後から読み返して赤面することもあるという。こうした点について塀内は「半年くらい描いていると、なんとなく滑らかになってくる」「サッカーとかバレーボールみたいな、あまり道具を使わないものの方がつかみやすい。みんな自然の動きでしょ。だから、テニスとか野球とか、ああいう道具を使うものはなかなかわからなかった」と評している。

## 趣向
登山
高校時代にワンダーフォーゲル部に所属していた経緯から、少年誌での初掲載は登山を扱った作品となっているが、自ら題材として選んだのではなく当時の編集者から勧められたからだとしている。その後も数本の登山漫画を連載している。
高校時代にもいくつか登ってはいたが、2003年より本格的に日本百名山を筑波山から登り始め、高校時代に登頂経験のある山もこの期間内に再登頂し2008年に幌尻岳で100を登山している。『山と渓谷』（山と溪谷社）に、この体験をエッセー漫画、ルポ漫画「なつこの百名山奮“登”記」として2013年7月号から2015年まで20山分ほどを連載し、2020年には残りを描き下ろして電子書籍『なつこの百名山 百コ登ったどー』（電書バト）として刊行した。
テニス
1980年代の『フィフティーン・ラブ』連載当時は取材のために国外の大会へ訪れるほどだった。当時はチェコスロバキア出身のイワン・レンドルのファンで、1985年に日本で行われた「セイコー・スーパー・テニス」にレンドルが出場した際には取材用パスを使って関係者エリアに入り込み、直接プレゼントを渡したこともある。
サッカー
『オフサイド』の連載前は特別にサッカー好きだった訳ではなく、海外サッカーは1982年のトヨタカップ、国内では1983年1月に清水東高校と韮崎高校が対戦した高校選手権決勝を記憶している程度だった。そのためサッカー漫画の連載にあたっては基礎的なルールを覚えることから始めたという。1993年に取材旅行としてカタールを訪れた際にドーハの悲劇を体験したことが自慢といい、『Jドリーム』ではフィールドプレーヤーの視点から、『松永成立物語』ではゴールキーパーの視点からドーハの悲劇を描いた。

## トラブル
海よ、おまえは
『週刊少年マガジン』1984年39号に掲載された読み切り『海よ、おまえは』は石垣島の新空港建設計画をテーマにし、白保地区で民宿を営む両親の下で暮らす建設反対派の中学3年生の少女が建設推進派の青年技師に命を助けられたことを契機にそれまでの主義主張を捨て賛成派に転向する姿を描いた。一方、主人公の少女のモデルを容易に特定できる点や、空港建設が開始されていないにもかかわらず作中において決定事項であるかのように描かれていた点が問題視され、建設反対派の「新石垣島空港建設阻止委員会」と「八重山白保の海を守る会」から週刊少年マガジン編集部と塀内に対して公開質問状が送られた。
塀内側は「特定の人物をモデルにした事実はない」と主張したが、作品自体は取材に基づいたものだった。また、舞台となった白保地区には民宿は一件しか存在しない点、その家には作品と同様に中学3年生で反対派に属する少女がいた点、実在する民宿の名称をそのまま使用した点などから、モデルが存在することは明らかだった。協議の結果、掲載誌上において謝罪文を掲載、モデルとなった少女および家族に対し謝罪文を送ることで決着した。
イカロスの山
『モーニング』で連載されていた登山漫画『イカロスの山』第2巻が2006年5月に発売された際、事前に登山用ロープの技術用法に関する事実誤認が指摘されていたにもかかわらず、修正を見落とした状態で出版した。そのため『モーニング』2006年6月22日号において謝罪文と修正箇所を掲載した。

## 作品リスト

### 主な連載
- おれたちの頂 （週刊少年マガジン、1983年30号 - 41号、全2巻、ワイド版全1巻）のちに山と溪谷社から文庫本が出版
- フィフティーン・ラブ （週刊少年マガジン、1984年1・2合併号 - 1986年15号、全11巻、ワイド版全5巻）
- 涙のバレーボール （マガジンSPECIAL、1986年1号 - 1987年2号、全3巻、ワイド版全2巻、文庫版全2巻）
- オフサイド （週刊少年マガジン、1987年6号 - 1992年17号、全29巻、ワイド版全15巻、文庫版全15巻）
- 勝利の朝 （週刊ヤングサンデー、1992年18号 - 1992年22号、全1巻）
- ミス・バレーボール （週刊少年マガジン、1992年34号 - 1992年35・36合併号、全1巻）
- Jドリーム （週刊少年マガジン、1993年3・4合併号 - 1995年43号、全14巻、文庫版全7巻）
  - Jドリーム・飛翔編 （週刊少年マガジン、1996年7号 - 1997年41号、全10巻、文庫版全5巻）
  - Jドリーム・完全燃焼編 （週刊少年マガジン、1998年16号 - 1999年44号、全8巻、文庫版全4巻）
- Boy Meets Girl〜マウンドの少女〜 （マガジンSPECIAL、2000年5号 - 12号、全2巻）
- ROAD〜輝ける道〜 （週刊少年マガジン、2001年28号 - 2002年1号、全3巻）
  - ROAD〜ふたつの太陽〜 （週刊少年マガジン、2002年42号 - 50号、全2巻[注 1]）
- 史上最低のレガッタ （ヤングマガジンアッパーズ、2003年9号 - 2004年1号、全3巻）
- 覇王の剣 （週刊少年マガジン、2004年40号 - 2005年21号、全4巻）
- イカロスの山 （モーニング、2005年52号 - 2007年42号、全10巻）
- プリンセス オン アイス （BE・LOVE、2008年5号 - 2009年2号、全3巻）
- 明日のない空 （ビッグコミックスピリッツ、 2008年41号 - 2012年25号、全3巻） 不定期でシリーズ連載
- 中澤佑二物語 （週刊ヤングマガジン、2006年・2008年17号 - 20号、全1巻）
- コラソン サッカー魂 （週刊ヤングマガジン、2010年13号 - 2012年1号、全9巻）
- 青春少年マガジン -紙の翼- （週刊少年マガジン、2014年12号[16] - 2014年21・22合併号）
- なつこの百名山奮“登”記（山と渓谷、2013年7月号 - 2015年) 書き下ろしを含めて『なつこの百名山 百コ登ったどー』（電書バト）として電子書籍を刊行
- EVIL〜光と影のタペストリー〜（マンガonウェブ、創刊号 - 第8号、全3巻)
  - EVIL II〜メビウスの扉〜（マンガonウェブ、第10号 -　第18号、全3巻)

## 短編・読み切り等
短編の大半は、『ダイヤモンド芸夢』『夢千代パラダイス』『サーカス★ドリーム』『塀内夏子短編集1』『塀内夏子短編集2』（いずれも単巻）及び、連載作品のコミックスに収められている。『週刊少年マガジン』、『週刊少年マガジン増刊』、『マガジンFRESH』、『マガジンSPECIAL』等で不定期に掲載された漫画家漫画は、『雲の上のドラゴン』（全1巻）として刊行されている。